# Шамуа
Шамуа, или бланжа (фр. chamois дублировавший также фр. chameau верблюд; фр. blanche белый) — светло-коричневый, «кремовый» цвет, цвет кожи или ткани, похожий на цвет верблюжьей шерсти, шерсти горных коз. Считается, что одежда и аксессуары такого цвета выглядят более модно и дорого, в сравнении с вещами других цветов. Мебель с обивкой цвета шамуа используется для создания тёплого и спокойного интерьера. Специалисты по интерьеру рекомендуют сочетать шамуа с зелёным, жёлтым, бежевым, оранжевым или бирюзовым, но во избежание мрачности не сочетать с чёрным и серым.
В ЭСБЕ на начало XX века приводится такой рецепт: «Получается при помощи лавальского кашу, обрабатывая окрашенную этим пигментом ткань раствором азотнокислого железа».
Употребляется в ситцепечатании как проявляемая краска. Для получения шамуа бумажная ткань пропитывается или покрывается с одной стороны железным купоросом, высушивается, пропускается через слабый раствор щёлочи, причём на волокне образуется гидрат закиси железа и, наконец, окисляется, проходя через раствор белильной извести. Полученные цвета — от светло-жёлтого до коричневого.